# Edenhofen (Ascha)
Der Weiler Edenhofen ist ein Gemeindeteil von Ascha im niederbayerischen Landkreis Straubing-Bogen.

## Lage
Die kleine Siedlung mit drei Wohngebäuden (2021) ist in der Ortsdatenbank noch als Einöde vermerkt. Sie liegt auf der Gemarkung Bärnzell, gut einen Kilometer westlich des Ortskerns von Ascha und nördlich der Kreisstraße SR 28.

## Geschichte
Edenhofen war ein Gemeindeteil der Gemeinde Bärnzell, die mit der Gebietsreform in Bayern ihre Eigenständigkeit verlor und 1971 in die Gemeinde Ascha eingegliedert wurde.
 Einwohnerentwicklung 
| Jahr        | 1835 | 1860 | 1861 | 1871 | 1875 | 1885 | 1900 | 1925 | 1950 | 1961 | 1970 | 1987 | 2021 |
| ----------- | ---- | ---- | ---- | ---- | ---- | ---- | ---- | ---- | ---- | ---- | ---- | ---- | ---- |
| Einwohner   | 12   | 12   | 13   | 14   | 15   | 11   | 14   | 11   | 16   | 9    | 7    | 4    |      |
| Wohngebäude | 2    | 2    |      |      |      | 2    | 3    | 2    | 2    | 2    |      | 2    | 3    |